# Caldicochlea globosa
Caldicochlea globosa е вид коремоного от семейство Hydrobiidae. Видът не е застрашен от изчезване.

## Разпространение и местообитание
Разпространен е в Южна Австралия.
Обитава сладководни басейни и реки.

## Описание
Популацията на вида е стабилна.